# Shimun XXI.

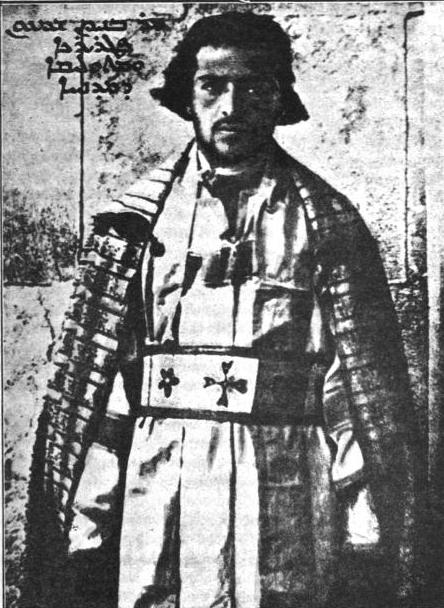
Mar Benyamin Shimun XXI., vor 1913

Mar Benyamin Shimun XXI. (syrisch ܡܪܝ ܒܢܝܡܝܢ ܫܡܥܘܢ ܥܣܪܝܢ ܘܩܕܡܝܐ) in (* 1887 in Qudschanis; † 3.jul. / 16. März 1918greg. in Kohnashahr) war Katholikos-Patriarch der Assyrischen Kirche des Ostens.

## Leben und kirchliches Wirken
Benyamin entstammte der Familie, in der das Amt des Oberhirten des ostsyrischen „Patriarchats der Berge“ erblich geworden war. Sein Vater Eshai († 1895) war ein Halb-Bruder von Katholikos-Patriarch Mar Rowil (Ruben) Shimun XX. (1861–16.jul. / 29. März 1903greg.). Ab 1895 galt Benyamin als dessen designierter Nachfolger zum Nachteil des bisherigen Kandidaten, Shimuns Vetter Bischof Mar Auraham (Abraham) (1862–1915, ab 1903 katholisch).
Dem Tode nahe, erteilte Shimun XX. am 1.jul. / 14. Märzgreg. 1903 dem erst 15-jährigen Neffen Benyamin alle Weihen bis hinauf zum Metropoliten (Matran). Nach Shimuns Ableben ordinierte Metropolit Mar Eskhaq Khnanisho IX. von Šamesdin den Knaben, trotz persönlicher Bedenken wegen dessen jugendlichen Alters, am 30. Märzjul. / 12. April 1903greg. in der Mar Shalitha-Kirche von Qudschanis unter dem Amtsnamen Shimun XXI. zum neuen kirchlichen wie weltlichen Oberhaupt seiner Glaubensgemeinschaft. Letztere Stellung schwächten sodann das eigene junge Alter und die zunehmende Stärke assyrischer Notablen (Kleinkönige, Heerführer).
Patriarch Shimun XXI. weihte erstmals wieder zwei Bischöfe, die nicht, wie üblich geworden, bischöflichen Familien entstammten: 1907 den später einflussreichen Mar Abimalek Timotheus von Malabar (Süd-Indien) († 30. April 1945) für die sog. Melusianer unter den Thomaschristen und 1909 den Archidiakon David aus Tkhuma unter dem Amtsnamen Mar Aprim (Ephraem; *ca. 1854; †nach 1914) für Urmia im Iran und das Zarenreich. Sein Versuch, mit Eliya Abuna (1862–1955) einen Bischof seiner Obedienz in Alqosh, einem Zentrum des katholisch gewordenen „Patriarchats der Ebene“, zu etablieren, scheiterte am Widerstand der katholischen Chaldäer.
Die Amtszeit Shimuns XXI. war gekennzeichnet durch Annäherung der christlichen Assyrer („Nestorianer“) an das Zarenreich und die Russisch-Orthodoxe Kirche (mit Teilunion) sowie militärischen Auseinandersetzungen mit osmanischen, kurdischen und iranischen Truppen. Der prominenteste Gegner seiner Politik, Fürst Nimrod Shimonaya (ab 1903 katholisch), starb 1915 in Qudschanis durch christliche Hand.

## Erster Weltkrieg und Folgen

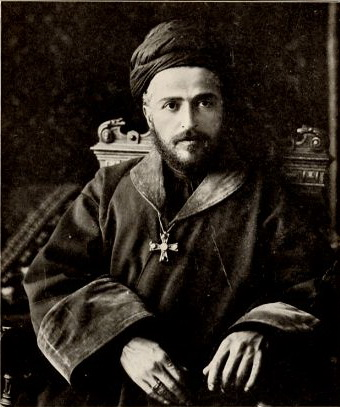
Mar Benyamin Shimun XXI., vor 1917

Während des Ersten Weltkrieges und unter dem Eindruck der zunächst erfolgreichen russisch-armenischen Offensive gegen die osmanischen Türken schloss sich auch der mit 27 Jahren noch unerfahrene Patriarch den Russen an. Im Vertrauen auf russische Waffenhilfe erklärte er aufgrund des Völkermords an den Christen im Juni 1915 dem Osmanischen Reich, das die Glaubensgemeinschaften (Millet) der Christen jahrhundertelang unterdrückt hatte, den Krieg. In diesem Kontext verloren die zuvor weitgehend unabhängigen assyrisch-christlichen Stämme ihre Heimat in Hakkari und der Katholikos-Patriarch sein Leben. Zugleich gingen alle bisherigen Diözesen seiner Kirche, nur Berwari noch für eine Weile ausgenommen, unter.
Kurdische Milizen unterbrachen den russischen Nachschub, vertrieben oder töteten die Nestorianer und plünderten deren Siedlungsgebiete. Bereits im Juli war die Hälfte ihrer Gemeinden vernichtet, nur mit Glück und nach hartem Kampf erreichten deren Überreste im September 1915 Urmia und Salamas. Aus ihnen bildete der Patriarch im Mai 1916 eine neue Armee und übernahm persönlich die Führung eines Bataillons. Diese Heimatlosen, denen sich nach dem Zusammenbruch des Zarenreiches im November 1917 auch Armenier anschlossen, wurden im persisch-türkischen Grenzgebiet von kurdischen Milizen aufgerieben.
Bei einem Treffen am 3.jul. / 16. März 1918greg. mit dem Kurdenführer Ismael Agha (Simko) in Kohnashahr (Haftvan) bei Dilman (in der Salamas-Ebene nördlich von Urmia) fiel Shimun XXI. einem Hinterhalt zum Opfer. Sein Leichnam wurde von eigenen Soldaten geborgen und durch Mar Eliya Abuna von Alqosh sowie den katholischen Chaldäerbischof Butrus 'Azīz Ho (Pierre Aziz) von Salamas (1910–1924; * 1866; † 1937) auf dem Friedhof der Armenier-Kirche von Khosroabad (Khosrova) ehrenvoll bestattet. Nachfolger Benyamin Shimuns wurde sein leiblicher Bruder Polos Shimun XXII. Mit den Überlebenden seines Volkes floh er 1918 in den Irak.